# Gertrude Berg
Gertrude Berg (New York, 3 oktober 1898 – aldaar, 14 september 1966) was een Amerikaans actrice, producer en scenarioschrijfster. Ze won verschillende prijzen waaronder een Tony Award en een Emmy Award, telkens voor beste vrouwelijke hoofdrol. 

## Biografie
Ze werd geboren als Tillie Edelstein in East Harlem, een wijk in Manhattan, als dochter van Jacob en Diana Edelstein. Ze was van Russisch-Engelse afkomst. In 1918 trouwde ze met Lewis Berg en kreeg twee kinderen met hem, Cherney (1922–2003) en Harriet (1926–2003). 
Nadat de suikerfabriek waar haar man werkte afbrandde, schreef ze een semiautobiografische radioshow over een Joodse familie. Hoewel ze een typmachine had schreef Berg het script en trok ermee naar de NBC. Toen degene die een ontmoeting met haar had zei dat hij het niet kon lezen las ze het luidop voor. Ze maakte indruk en mocht zelfs de hoofdrol spelen in het radioprogramma. Op 20 november 1929 debuteerde The Rise of the Goldbergs, een programma dat 15 minuten duurde. Ze schreef zo goed als alle 5.000 episodes die op de radio verschenen en ook de Broadway-versie Me and Molly.
Het had heel wat voeten in de aarde, maar uiteindelijk kon ze in 1949 televisiezender CBS overtuigen om The Goldbergs op televisie te brengen. Het leven van de joodse migrantenfamilie Goldberg was op dat moment een gegeven waar veel kijkers zich mee konden vereenzelvigen. In 1951 was ze de eerste actrice die een Emmy won voor een komische hoofdrol in een serie. Datzelfde jaar kwam de show ook in de problemen toen acteur Philip Loeb, de patriarch van de familie Goldberg, op de zwarte lijst kwam te staan ten tijde van het McCarthy-tijdperk. Loeb wilde Berg geen problemen bezorgen en nam liever ontslag bij de show, hij zou uiteindelijk zelfmoord plegen in 1955. De show liep tot 1956 op de televisie. 
In 1959 won ze de Tony Award voor het toneelstuk A Majority of One. In 1961 won ze ook de Sarah Siddons Award voor haar werk in het theater in Chicago. Datzelfde jaar maakte ze ook haar comeback op de televisie met de sitcom Mrs. G. Goes to College, dat later de naam The Gertrude Berg Show kreeg. 
In 1966 overleed ze aan hartfalen. Haar echtgenoot Lewig stierf in 1985 op 87-jarige leeftijd.

## Prijzen
| Jaar | Prijs      | Categorie                               | Nominatie              | Resultaat   |
| ---- | ---------- | --------------------------------------- | ---------------------- | ----------- |
| 1951 | Emmy Award | Beste actrice                           | The Goldbergs          | Gewonnen    |
| 1959 | Tony Award | Beste actrice                           | A Majority of One      | Gewonnen    |
| 1962 | Emmy Award | Beste vrouwelijke hoofdrol in een serie | The Gertrude Berg Show | Genomineerd |